# Louis Brune
 (mars 2016).
Pour les articles homonymes, voir Brune.
Louis Adolphe Brune, né à Rouen le 29 novembre 1807, ville où il est mort le 25 décembre 1843, est un sauveteur travaillant sur la Seine à Rouen.

## Biographie
Louis Brune sauve de la noyade dans la Seine une quarantaine de personnes. Il est nommé chevalier de la Légion d'honneur en 1836. La ville de Rouen le loge dans une maisonnette près du pont Boieldieu. Il appartient à la loge maçonnique « La Constance éprouvée »,.
Il meurt en tombant du pont de pierre sur un bateau. Le 27 décembre 1843, il est inhumé au cimetière monumental de Rouen ,,.

## Distinctions
- Chevalier de la Légion d'honneur (1836)

## Hommages
- Son buste sculpté par Alphonse Guilloux, le bronze du Fécampois François-Alexandre Devaux (1840-1904), la base en pierre attribuée à Jules Adeline[9],[10], a longtemps orné le quai du Havre avant d'être fondu en 1941, dans le cadre de la mobilisation des métaux non ferreux.
- Un drame en quatre actes intitulé Louis Brune, le sauveteur de Rouen, par Auguste Hervo, Paris, éditions Blériot.
- Une rue à Rouen.